# Nawab de Dacca

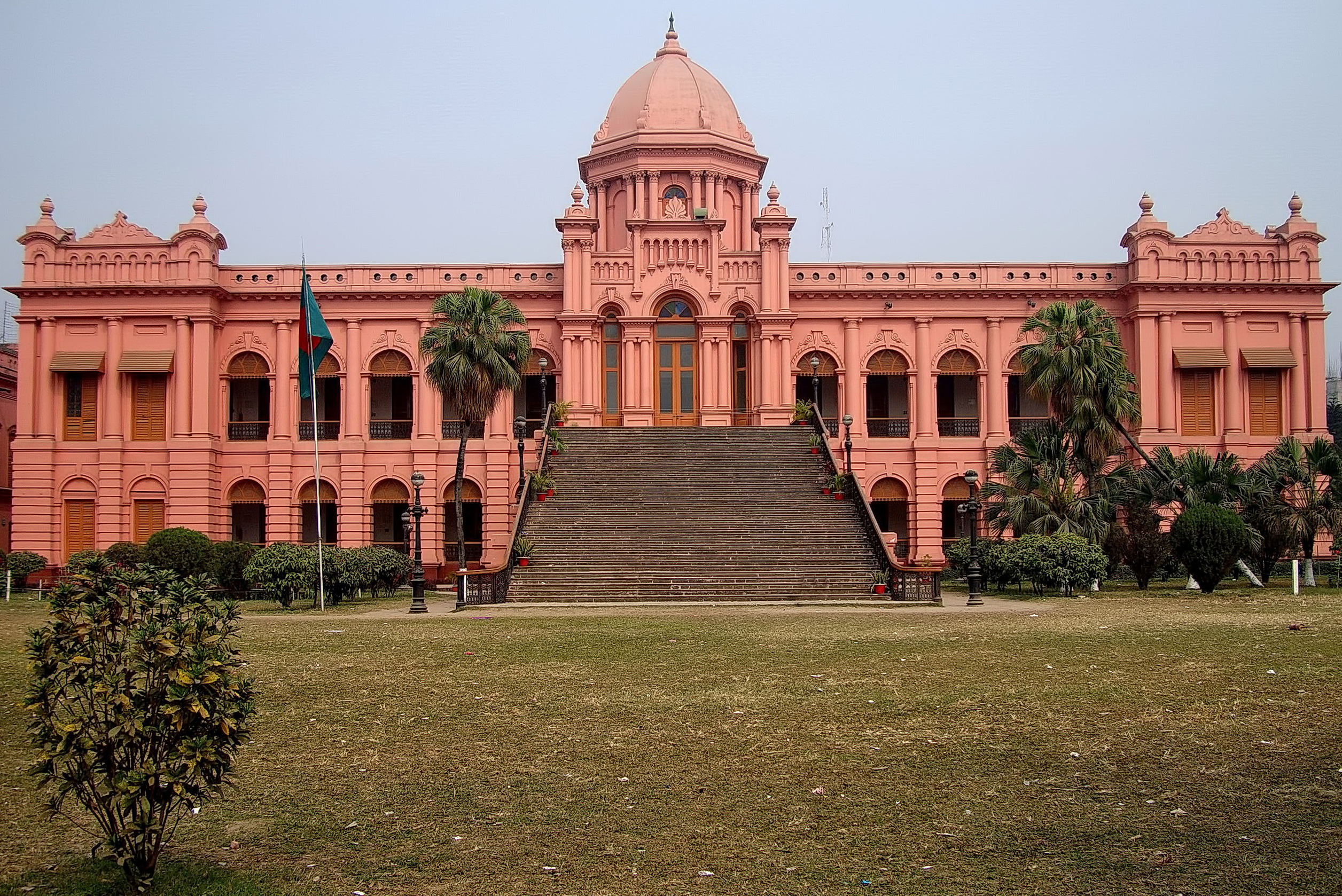
Le palais Ahsan Manzil, siège des Nawabs de Dacca.

Nawab de Dacca est un titre de noblesse confié par le pouvoir colonial du Raj britannique à des musulmans de Dacca, au Bengale, qui étaient restés fidèles à la couronne lors de la révolte des cipayes. Ils sont des zamindars, soit d'anciens membres de l'aristocratie de l'Empire moghol et propriétaires des vastes terres.
Les premiers titulaires sont Khwaja Hafizullah et surtout son neveu Khwaja Salimullah. Au début du XXe siècle, la famille s'engage largement au sein de la Ligue musulmane, contribuant à son développement au Bengale. Khawaja Nazimuddin défend la création du Pakistan et deviendra gouverneur général puis Premier ministre de ce pays. 

## Source
- (en) Dhaka Nawab Estate sur en.banglapedia.org